# Ramón Muttis
Ramón Muttis (Buenos Aires, 1899. augusztus 31. – Buenos Aires, 1992. május 5.), világbajnoki ezüstérmes argentin válogatott labdarúgó.
Az argentin válogatott tagjaként részt vett az 1925-ös, az 1926-os Dél-amerikai bajnokságon és az 1930-as világbajnokságon.

## Sikerei, díjai
Boca Juniors
- Argentin bajnok (5): 1923, 1924, 1926, 1930, 1931

Argentína
- Világbajnoki döntős (1): 1930
- Dél-amerikai bajnok (1): 1925

## Külső hivatkozások
- Argentin keretek a Copa Américan rsssf.com
- Ramón Muttis a FIFA.com honlapján Archiválva 2015. február 7-i dátummal a Wayback Machine-ben